# Phong tuyết lan
Phong tuyết lan (danh pháp khoa học: Dendrobium lomatochilum) là một loài thực vật có hoa trong họ Lan. Loài này được Seidenf. mô tả khoa học đầu tiên năm 1981.